# Унежма (река, впадает в Выгозеро)
Унежма — река в России, протекает по территории Валдайского сельского поселения Сегежского района Республики Карелии. Длина реки — 17 км, площадь водосборного бассейна — 121 км².
Река берёт начало из озера Кривого на высоте 165 м над уровнем моря.
Течёт преимущественно в юго-западном направлении, протекая ряд озёр и ламбин и принимая левый приток, текущий из Халгозера.
Река в общей сложности имеет шесть притоков суммарной длиной 19 км.
Втекает на высоте 89,3 м над уровнем моря в Выгозеро.
В нижнем течении Унежма пересекает дорогу местного значения 86К-310 («Надвоицы — Полга — Валдай — Вожмозеро»).
Населённые пункты на реке отсутствуют.
Код объекта в государственном водном реестре — 02020001312102000006246.